# Полёвка Смита

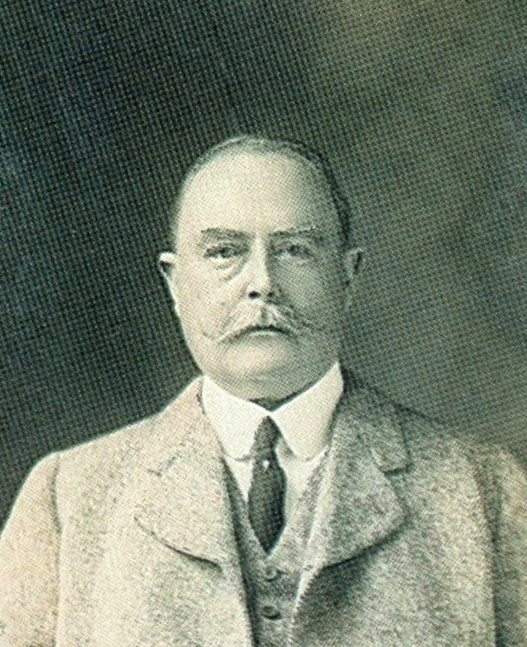
Ричард Гордон Смит

Полёвка Смита (лат. Myodes smithii) — вид грызунов рода лесных полёвок (Myodes или Clethrionomys), трибы Clethrionomymi. Он является эндемиком Японии.
Эта полевка названа в честь Ричарда Гордона Смита (1858—1918), который после ссоры со своей женой путешествовал по миру, охотясь за животными и записывая свои путешествия и открытия в восьми больших дневниках в кожаном переплете. Некоторое время он провёл в Японии, где собирал млекопитающих для Британского музея, включая типовой образец этой полевки. 

## Таксономия
Было много дискуссий относительно филогении этого вида. Коренные зубы постоянно растут в течение жизни животного, и из-за этой особенности оно было одно время помещено в род Phaulomys. И. М. Громов помещал полёвку Смита в род Alticola, как Alticola (conf. Aschizomys) smithii, на том основании, что коренные у этого вида лишены корней, как и у представителей скальных полёвок. Однако исследования с использованием митохондриальной и ядерной рибосомальной ДНК показали, что она тесно связана с японским и азиатским видом Myodes rufocanus, и корейским видом Myodes regulus и что нет никаких оснований для ее включения в род Phaulomys. В настоящее время считается, что постоянно растущие коренные зубы Myodes smithii независимо произошли от древнего предка из рода Myodes, эндемичного для Японии.
Myodes smithii является типовым видом подрода Phaulomys, выделенного О. Томасом в составе рода Evotomys (= Myodes). Позднее подрод Phaulomys был перемещён в род некорнезубых китайских полёвок Eothenomys. Следующим шагом было повышение таксономического ранга Phaulomys до рода, включавщего два вида — Phaulomys andersoni и Phaulomys smithii, так как предполагалось, что они имеют обещее происхождение от средне-плейстоценовой корнезубой формой japonicus. Молярные и внешние признаки также побудили Танака (1971) признать Phaulomys родом, отличным от Eothenomys, в первую очередь потому, что smithii сочетал в себе характеристики как Myodes, так и Eothenomys. Хромосомный анализ smithii предполагает, что Myodes и Phaulomys произошли от общего предка (Ando et al., 1988).
Массер и Карлентон (1993: 532) ранее признали Phaulomys, потому что "удаление японских Phaulomys из Eothenomys, чье видовое разнообразие сосредоточено в горах Китая, и его предполагаемая связь с Clethrionomys [= Myodes] зоогеографически правдоподобны и излагают точную гипотезу, которая может быть протестированным анализом других наборов данных ". В таком широком таксономическом и географическом исследовании с использованием митохондриальной и ядерной рибосомной ДНК Suzuki et al. (1999b) продемонстрировали: 1) что andersoni, imaizumii и smithii тесно связаны с японскими и азиатскими M. rufocanus и корейскими M. regulus; 2) что эта клада филетически удалена от M. rutilus и Eothenomys melanogaster; и 3) что никакая монофилетическая группа, соответствующая Phaulomys как отдельный род, не поддерживается. Они пришли к выводу (1999b: 520), что отнесение японских красных полевок к Myodes, Eothenomys или Phaulomys должно быть переоценено. Включение smithii в Myodes ранее было предложено Yoshida et al. (1989), основанные на хромосомных и аллозимических данных, и было так организовано Павлиновым и соавторами (1995a). Молекулярные отношения, описанные Suzuki et al. подразумевают, что постоянно растущие коренные зубы у andersoni и smithii независимо происходят от укоренившегося предка Myodes, эндемичного для Японии, как ранее предположил Кавамура (1988).
Пересмотренные виды, как Eothenomys, и многие комбинации названий, прослеженные Aimi (1980). Морфология, высотное и географическое распространение, таксономические сравнения и номенклатурная история тщательно исследованы Канеко (1992b, 1994, 1996a). Синонимия кагеус продемонстрирована Aimi (1980), Kaneko (1985) и Ando et al. (1988); позже Канеко (1994, как Эотеномис) узнал, что кагеу встречаются в Восточном Хонсю, а кузницы — в Западном Хонсю. Таксон okiensis, описанный как подвид rufocanus, был помещен в синонимию Aimi (1980). Широко доступны хромосомные данные при сравнении видов арвиколина и в пределах выборок кузнецов (Ando et al., 1988, 1991; Iwasa, Tsuchiya, 2000; Iwasa et al., 1999a, b; Tsuchiya, 1981; Vorontsov et al., 1980). ; Йошида и др., 1989). См. Кавамура (1991, 1994) для обсуждения возникновения голоцена на археологических раскопках на Хонсю, Сикоку и Кюсю. И M. smithii, и M. andersoni обсуждаются Добсоном (1994, как Phaulomys) в контексте выяснения закономерностей распространения у наземных млекопитающих Японии.

## Распространение
Myodes smithii водится на японских островах Дого, Хонсю, Кюсю и Сикоку. Также на островах Окии в окрестностях четырёх крупных городов и одного небольшого в районе Микава.

## Описание
Окрас меха Myodes smithii варьирует от коричневато-желтого до обычного коричневого, нижняя часть тела имеет более бледный коричневый оттенок. Длина тела около 115 миллиметров, при длине хвоста около 60 миллиметров. Вес варьирует от 20 до 35 граммов. Мех густой и короткий, морда тупая, уши округлые. Зубная формула: {\displaystyle I{\frac {1}{1}}C{\frac {0}{0}}P{\frac {0}{0}}M{\frac {3}{3}}=16}. Коренные зубы непрерывно растут на протяжении всей жизни.

## Экология
Myodes smithii обитает в лесах, на плантациях и сельскохозяйственных угодьях в горных районах на высоте более 400 метров. На аллювиальных равнинах отсутствует. Делает гнезда в опавших листьях и предпочитает влажные условия. Это обычный вид в своей среде обитания, но некоторые из его популяций раздроблены из-за строительства дорог, мелиорации земель, строительства плотин и вырубки лесов. Диета полностью растительная. Myodes smithii питается стеблями и листьями зеленых растений и семенами. Сезон размножения в разных местах проходит в разное время. Самка может приносить один или два помета в год, от одного до шести детенышей в помете, но обычно их два или три.